# Amapá do Maranhão

Amapá do Maranhão este un oraș în unitatea federativă Maranhão, Brazilia.